# Fetițele Powerpuff Z
Fetițele Powerpuff Z (engleză Powerpuff Girls Z (出ましたっ！パワパフガールズZ Demashita! Pawapafu Gāruzu Zetto?, lit. They're Here! Powerpuff Girls Z) este un serial de televiziune anime japonez din 2006 creat pentru comemorea a de 50 de ani de Toei Animation. A fost plănuit de Cartoon Network și produs de TV Tokyo, Aniplex și Toei Animation. Anime-ul este bazat pe serialul Cartoon Network Fetițele Powerpuff creat de Craig McCracken

## Premisă
Seria are loc în New Townsville (orașul Tokyo în versiunea originală japoneză). Pentru a opri un dezastru ecologic, fiul profesorului Utonium, Ken Kitzawa Utonium, folosește Chemical Z, o nouă formă a substanței originale a profesorului, Chemical X, de a distruge un ghețar uriaș. Cu toate acestea, impactul substanței chimice Z cauzează apariția mai multor raze de lumină alb-negru în cerul deasupra orașului New Townsville. Trei fete obișnuite, Momoko, Miyako și Kaoru, sunt înghite în lumini albe și devin Hyper Blossom, Rolling Bubbles și respectiv Buttercup. Cu toate acestea, numeroasele lumini negre determină pe alții să se îndrepte spre partea răului, așa că Powerpuff Girls Z trebuie să-și folosească puterile superioare pentru a proteja New Townsville de ticăloșii precum Mojo Jojo, El, Fuzzy Lumpkins și alți răufăcători.

## Difuzarea în România
Serialul a fost difuzat pe Cartoon Network, iar după pe Kanal D din 2008 până din 2013.

## Episoade
01. Powerpuff Girls to the Rescue / The Secret of the Powerpuff Girls
02.Bouncing Bubbles
03. And Then There Were Three
04. All in the Family
05. Mojo's Revenge / Climbing the Walls
06. Fuzzy Lumpkins / Princess Morbucks
07. Mayor for a Day / The Infamous Amoeba Boys
08. Sedusa
09.Coach Buttercup / Fuzzy in Love
10. Gigi the Great
11. Friends in High Places / Happy Birthday, New Townsville!
12.Bubbles' Troubles
13.Mojo and the Amoeba Boys / Revenge of Negatron
14. Attack of the Gangreen Gang
15. Fashion Action / The Way of the Noodle
16. Sleepless in New Townsville
17. Picture This / Revenge of Digitron
18. The Mojo League of Evil
19. Practice Makes Pandemonium / Ms. Keane to the Rescue
20. The Rowdyruff Boys
21. Quack Quack Attack / Veggie Vengeance
22. Pastry Puff Panic
23. A Comedy of Terrors / Beetle Battle
24. A Ken in Need, is a Friend Indeed
25. The Write and the Wrong Way / Flower Power
26. All Ken Wants For Christmas
27. Attack of the Sushi Monsters / Cat on a Hot Tin Poochi
28. The League of Lovely Ladies
29. Harmed to the Teeth / Beware the Hair
30. What's With Him?
31. Funta's Rolling Spirit / Sedusa's Love Tactics!?
32. Head Over Heels in Love with Momoko! Part 1 / Head Over Heels in Love with Momoko! Part 2
33. Runaway Momoko and Neapolitan! / Keane's Sympathy, Mojo's Affection!
34. The House Where the Ghost Lives!? Part 1 / The House Where the Ghost Lives!? Part 2
35. We're Not Weeds! / Monster, The Laws of Compassion!
36. Powerpuff Girls Z, Break Up!?
37. Burst-Out Comic Monster! / Girls, Day Off!
38. We Are the Courtiers! Part 1 / We Are the Courtiers! Part 2
39. Little Ken's Big Wish! / Girlz, Flight Ban
40. Girlz, TV, and Present!? Part 1 / Girlz, TV, and Present!? Part 2
41. She's Here! Shirogane Z / Girlz, Body Swap!
42. Powerpuff Rowdy Boys! Part 1 / Powerpuff Rowdy Boys! Part 2
43. Save the Abducted Professor & Co.! / Fibbing Momoko's Misfortune!
44. Kaoru Loves Biceps! Part 1 / Kaoru Loves Biceps! Part 2
45. Momoko and the Frog Prince / The Day Sedusa Disappeared!?
46. Desperate Situation! Girlz vs Him, Part 1 / Desperate Situation! Girlz vs Him, Part 2
47. Companions On the Road, Mojo and Keane! / Sudden Appearance! Powerpuff Kids!
48. Miracle of Bubble Freedom, Part 1 / Miracle of Bubble Freedom, Part 2
49. Single Attack Shot!? Love Love Beam / Mojo's Nurse Day
50. Defeated Girlz Cooperation! Part 1 / Defeated Girlz Cooperation! Part 2
51. Girlz, Beyond Time and Space! Part 1 / Girlz, Beyond Time and Space! Part 2
52. Girlz, Final Battle! Part 1 / Girlz, Final Battle! Part 2